# Ixalerpeton
Ixalerpeton („skákající plaz“) byl rod malého archosaurního plaza, žijící v období svrchního triasu (věk karn, před 237 až 228 miliony let) na území dnešní Brazílie (souvrství Santa Maria). Spadal do čeledi Lagerpetidae a byl tak relativně blízkým příbuzným ptakoještěrů (klad Pterosauromorpha). Dříve byli přitom lagerpetidi považováni spíše za blízké příbuzné dinosaurů.

## Objev

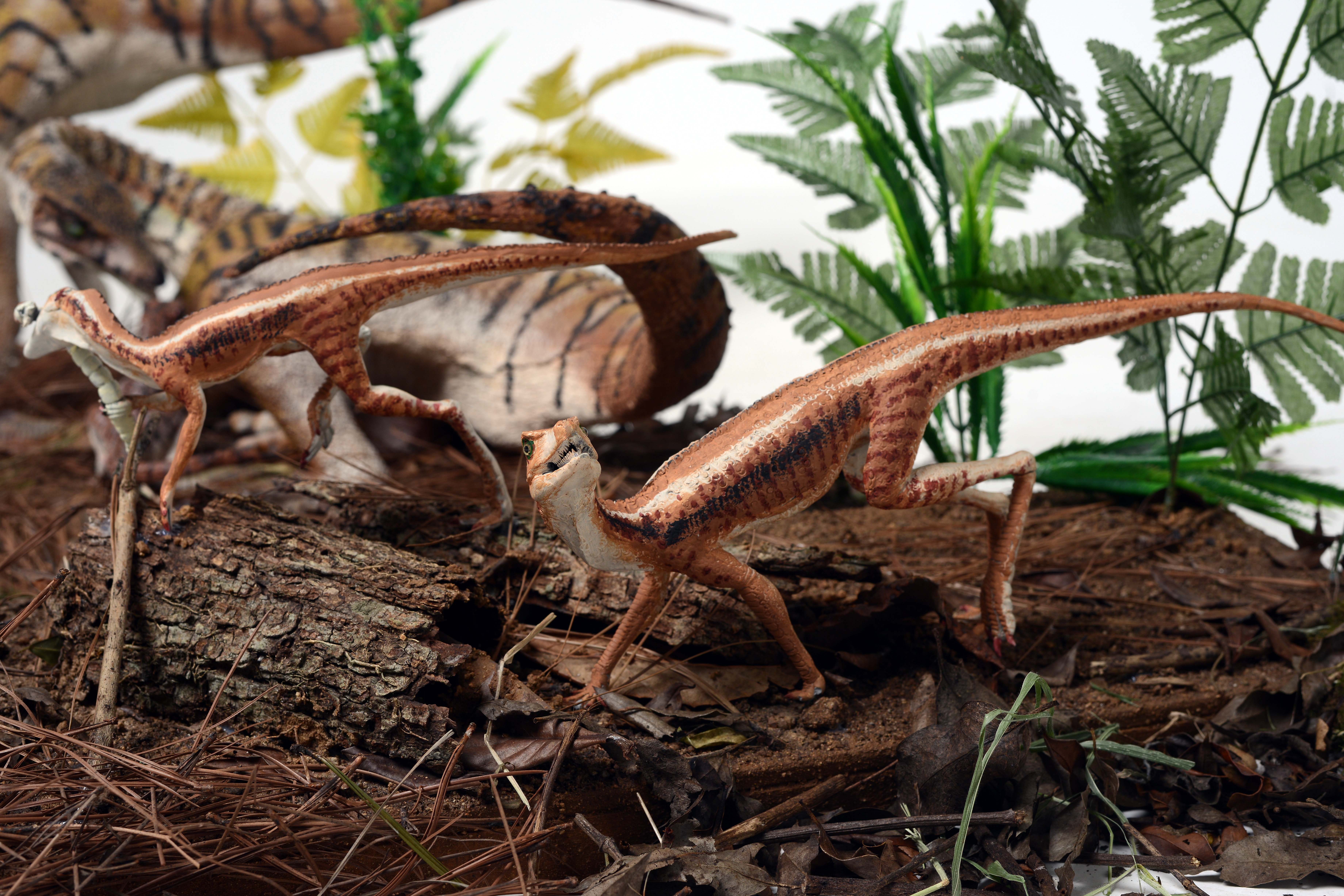
Modely dvou jedinců todu Ixalerpeton.

Typový exemplář, na jehož základě byl taxon popsán, byl objeven v sedimentech souvrství Santa Maria v brazilském státě Rio Grande do Sul. Nese označení ULBRA-PVT059 a jedná se o fragmenty lebky, osové kostry a kosterních částí všech čtyřech končetin. Spolu s fosiliemi tohoto lagerpetida byly na stejné lokalitě objeveny i fosilie vývojově primitivného dinosaura rodu Buriolestes. Formálně byl druh I. polesinensis popsán týmem paleontologů v roce 2016. Ixalerpeton byl zástupcem čeledi Lagerpetidae (dalšími dosud popsanými zástupci jsou rody Lagerpeton, Dromomeron a Kongonaphon).

## Zařazení
Fylogenetická analýza skupiny Lagerpetidae byla formálně publikována v roce 2018. Ještě předtím byly stanoveny dva další druhy rodu Dromomeron, D. gregorii